# Phellinus inermis
Phellinus inermis är en svampart som först beskrevs av Ellis & Everh., och fick sitt nu gällande namn av Gordon Herriot Cunningham 1965. Phellinus inermis ingår i släktet Phellinus och familjen Hymenochaetaceae.   Inga underarter finns listade i Catalogue of Life.